# Kościół Podwyższenia Krzyża Świętego w Radomiu
Kościół Podwyższenia Krzyża Świętego w Radomiu – rzymskokatolicki kościół parafialny należący do parafii pod tym samym wezwaniem (dekanat Radom-Północ diecezji radomskiej).
Jest to świątynia zaprojektowana przez architekta Władysława Pieńkowskiego i konstruktora Andrzeja Wlazło, wybudowano ją w latach 1976–1981 dzięki staraniom księdza Jana Stępnia. Biskup Walenty Wójcik w dniu 30 kwietnia 1978 roku poświęcił kamień węgielny pod budowę świątyni. Kościół został wzniesiony z czerwonej cegły i piaskowca, jest ro budowla dwupoziomowa. Świątynia została dedykowana przez biskupa Edwarda Materskiego 28 sierpnia 1983 roku.